# Magyarországi amerikaifutball-csapatok mérkőzései 2007-ben
A 2007-es évben xxx mérkőzést vívtak egymás és külföldi csapatok ellen a magyarországi amerikaifutball-csapatok.

## Csapatok
- Budapest Black Knights
- Budapest Cowboys
- ARD7 Budapest Wolves
- Debrecen Gladiators
- Eger Heroes
- Győr Sharks
- Kaposvár Golden Fox
- Miskolc Steelers
- Nagykanizsa Demons
- North Pest Vipers
- Nyíregyháza Tigers
- Pécs Gringos
- Szolnok Soldiers
- Veszprém Wildfires
- Zala Predators

## Hazai és nemzetközi bajnokságok
- Magyarország, III. Hungarian Bowl Div.1 a MAFL rendezésében április 14-étől július 1-jéig.
- Magyarország, III. Hungarian Bowl Div.2 a MAFL rendezésében április 14-étől július 7-éig.
- Szerbia, Southeastern European League of American Football
- Ausztria, Osztrák Bajnokság az AFBÖ rendezésében

## Mérkőzések
| Arena football | Scrimmage | Bajnokság |

## Külső hivatkozások
- Magyarországi Amerikai Futballcsapatok Ligája[halott link] – a Hungarian Bowl és az I. Hungarian Pro Bowl rendezője
- American Football Bund Österreich – az Osztrák Bajnokság rendezője
- Sport1 TV
- ORF SPORT